# Sa Mouay
Sa Mouay (có khi viết là Samouay hay Sa Moay,ສະໝ້ວຍ) là một huyện (muang, mường) biên giới thuộc tỉnh Saravane ở Nam Lào .